# Кубанский (Белореченский район)
Куба́нский — хутор в Белореченском районе Краснодарского края России. Входит в состав Пшехского сельского поселения.

## Географическое положение
Хутор Кубанский расположен в южной части Белореченского района Краснодарского края, в долине реки Дунайка, правого притока Пшехи.

## Варианты названия
- Кубанская 2-я,
- Кубанский (Кубанская-2я),
- Кубанское 2-е[2].

## История
Образован в 1865 году, когда одиннадцать казачьих семей (фамилий) самовольно ушли за реку, не поладив с атаманом станицы Кубанской.
Первоначальное название хутора — Донской.
До середины 1890-х годов самовольно отделившиеся казаки жили обособленной общиной, не принимая участия в жизни расположенного в станице полка. В 1895 году хутору выделяется место в станичном юрте, название меняется на «Кубанский» (по наименованию станицы), а хуторские казаки вновь начинают служить в казачьих полках.
Официально хутор Кубанский образован в 1900 году.
Казаки хутора Кубанского активно участвуют в армейских сборах и военных действиях. (Русско-японская война 1905 года, Первая мировая война, последующая за ней гражданская война).
С установлением в крае Советской власти многих хуторян раскулачили и расстреляли. Других выслали в Сибирь и Казахстан. Возвращение началось лишь в послевоенные годы.
В 1929 в хуторе был образован колхоз им. Будённого. Председателей назначали из других мест: власть не доверяла управление казакам.
1950-е — начинается возвращение репрессированных казаков в хутор.
1990-е — в хуторе образовано Казачье общество.
В 2005 году хутор Кубанский отметил 140-летие со дня основания. К юбилейной дате была выпущена книга «Родник и куст калины» (автор — Ольга Лоза), посвящённая истории и традициям хутора Кубанского.

## Население
| 2002 | 2010  |
| ---- | ----- |
| 1573 | ↗1704 |

## Улицы
| - пер. Весёлый, - пер. Новый, - пер. Школьный, - ул. Берёзовая, - ул. Весёлая, - ул. Казачья, - ул. Калинина, - ул. Мира, | - ул. Молодёжная, - ул. Набережная, - ул. Новая, - ул. Партизанская, - ул. Северная, - ул. Совхозная, - ул Школьная. |

## Объекты культурного наследия
- Братская могила советских лётчиков и воинов, февраль 1943 г[7].